# Clay Zavada
Clay Pflibson Zavada (né le 28 juin 1984 à Streator, Illinois, États-Unis) est un ancien lanceur gaucher de baseball. Il évolue en 2009 comme lanceur de relève des Diamondbacks de l'Arizona de la Ligue majeure de baseball.

## Carrière
Repêché en 30e ronde par les Diamondbacks de l'Arizona en 2006, Clay Zavada, un lanceur gaucher, a été libéré de son contrat par l'équipe l'année suivante, avant d'être mis à nouveau sous contrat en juin 2008, alors qu'il songeait à abandonner le baseball.
Zavada a finalement fait ses débuts dans les majeures le 21 mai 2009 pour les Diamondbacks, lançant une manche contre les Marlins de la Floride, étant crédité de la victoire dans le gain de 4-3 de son équipe.
Le releveur n'a accordé aucun point mérité à ses 18,2 premières manches lancées dans les majeures avant d'accorder un point aux Reds de Cincinnati le 2 juillet 2009. Cette série de 19 parties jouées sans accorder de point mérité en début de carrière représente la quatrième plus longue séquence du genre.
Il considère son changement de vitesse comme étant son meilleur lancer.
Il subit une opération de type Tommy John au printemps 2010 et rate le reste de la saison.
Clay Zavada a aussi attiré l'attention à ses débuts dans les grandes ligues en raison de sa moustache en guidon de vélo, cirée à la manière du légendaire lanceur de relève Rollie Fingers,,.
Devenu agent libre en novembre 2011 en Double-A avec les Bay Bears de Mobile, il signe le 13 janvier 2012 un contrat des ligues mineures avec les Reds de Cincinnati. Après avoir joué durant les matchs du camp d'entraînement, il est libéré par les Reds le 30 mars. Le 16 mai 2012, il est mis sous contrat par les Cardinals de Saint-Louis. Sa dernière saison professionnelle est jouée en 2013 dans les mineures avec un club affilié aux Padres de San Diego.